# Elphidiinae
Elphidiinae es una subfamilia de foraminíferos bentónicos de la familia Elphidiidae, de la superfamilia Rotalioidea, del suborden Rotaliina y del orden Rotaliida. Su rango cronoestratigráfico abarca desde el Paleoceno hasta la Actualidad.

## Clasificación
Elphidiinae incluye a las siguientes subfamilias y géneros:
- Cribroelphidium
- Cribrononion †
- Elphidiella
- Elphidium
- Ozawaia
- Pellatispirella †
- Polystomella
- Rectoelphidiella
- Stomoloculina

Otros géneros considerados en Elphidiinae son:
- Andromedes, aceptado como Elphidium
- Canalifera, aceptado como Elphidium
- Cellanthus, aceptado como Elphidium
- Criptocanalifera, considerado subgénero de Canalifera, Canalifera (Criptocanalifera)
- Cryptoelphidiella, aceptado como Elphidiella
- Delosinella, aceptado como Rectoelphidiella
- Elphidiononion, aceptado como Cribroelphidium
- Faujasinella, aceptado como Elphidium
- Geophonus, aceptado como Elphidium
- Helicoza, aceptado como Elphidium
- Munkiella, aceptado como Stomoloculina
- Perfectononion, aceptado como Elphidium
- Planoelphidium, aceptado como Elphidium
- Polystomatium, aceptado como Elphidium
- Pseudoelphidiella, aceptado como Elphidiella
- Retroelphidium, aceptado como Cribroelphidium
- Rimelphidium, considerado subgénero de Cribroelphidium, Cribroelphidium (Rimelphidium), y aceptado como Cribroelphidium
- Saidovella, aceptado como Elphidiella
- Sporilus, aceptado como Elphidium
- Themeon, aceptado como Elphidium
- Toddinella, aceptado como Elphidium
- Vorticalis, aceptado como Elphidium